# Императорский дворец в Токио
Императорский дворец в Токио (яп. 皇居 ко:кё) — дворец императора Японии в специальном районе Тиёда метрополии Токио. Расположен на территории бывшего замка Эдо. Используется со второй половины XIX века как резиденция императоров и Императорского двора. Находится под контролем Управления Императорского двора Японии.
Общая площадь вместе с садами составляет 7,41 км². Архитектура зданий комплекса является смешанной: некоторые здания построены в европейском, а другие в традиционном стиле.

## Краткие сведения

### Ранние дворцы
Традиционно в японском языке место пребывания императора обозначается словом «мия» (яп. 宮, みや, «дворец»). Этимологически оно состоит из префикса вежливости «ми» (яп. 御, み) и окончания «я» (яп. 屋, や, «дом»), и означает жилище уважаемого лица. Это слово также употребляется для обозначения синтоистских святилищ, в которых, по представлениям японцев, проживают божества. Кроме этого под «мия» понимают особый тип зданий с X-образными стропилами, выступающими с обеих сторон крыши. Такие постройки характерны для помещений вельмож и святилищ VI—XI века. От слова «мия» — «дом императора» — происходит древнеяпонское слово «мияко» (яп. 都, みやこ, «столица», «место дома императора»). В древности эти два термина использовались как синонимы.
Древние императорские дворцы «мия» строились из дерева и не имели каменного фундамента. Столбы, на которых держалось здание, сгнивали со временем. Поэтому в период правления одного императора дворцы неоднократно перестраивали на новом месте. Их также переносили в случае смерти императора. Крышу первых дворцов покрывали соломой. С 642 её заменил деревянный гонт.
До VII века дворцы были частными домами императоров. С 603 года они стали выполнять новую функцию места заседаний японского правительства. Так, в конце VII века под дворцом понимали не только жилище императора, а комплекс правительственных зданий, центром которых выступала эта обитель. Жилище императора окружала стена, на юге которой находились Большие ворота (яп. 大門, だいもん даймон). За ними простирался сад с правительственными домами и амбарами, также окружённый стеной. На юге сада располагались Южные ворота (яп. 南門, なんもん наммон). В саду проходили приёмы посольств и государственные церемонии.
В VIII веке в Японии начался курс реформирования страны по образцу китайской общественно-политической системы. В 704 году, под влиянием этой системы, была построена первая японская столица Фудзивара-кё. В северной части этой столицы находился Императорский дворец (яп. 藤原宮, ふじわらのみや фудзивара-но-мия). Его ширина с севера на юг составляла 1,6 км, а с запада на восток, 1,1 км. Дворец состоял из Внутренних императорских покоев (яп. 内裏, だいり дайри), где жил монарх, Династического зала (яп. 朝堂院, ちょうどういん тёдо-ин), где он занимался государственными делами вместе с министрами, зданий министерств и центральных правительственных ведомств. Территория дворца была окружена большой стеной и рвом. Весь комплекс назывался Дворцовым замком (яп. 宮城, みやぎ мияги) или Большими внутренними императорскими покоями (яп. 大内裏, だいだいり дай-дайри). В широком смысле Императорский дворец обозначал Дворцовый замок, политический центр страны, а в узком смысле — Внутренние покои, место жительства императора.

### Киотские дворцы
Идея дворцового замка Фудзивара была унаследована следующими японскими столицами. Так в древней Наре существовал дворец Хэйдзё, а древнем Киото — дворец Хэйан. Их дворцовые здания имели одинаковые названия, но разное размещение. В частности, Династический зал в Наре располагался южнее Внутренних покоев, а в Киото находился на юго-западе.
В случае, когда императорский дворец подвергался разрушениям от пожаров, землетрясений или износу, резиденцию монарха переносили во временный императорский дворец. Он устраивался на территории крупных усадеб подчинённых или буддистских монастырей. Такая временная императорская резиденция называлась Сельскими внутренними покоями (яп. 里内裏, さとだいり сато-дайри). В частности, в 960 году, после пожара, который уничтожил внутренние покои Хэйанского дворца, покои Императора временно перенесли в Зал холодного источника (яп. 冷泉院, れいぜんいん рэйдзэн-ин). В 976 году произошёл очередной пожар, и Императорский дворец установили в усадьбе Хорикава (яп. 堀河殿, ほりかわてん хорикава-тэн), которая принадлежала Фудзиваре-но Канэмити.
После большого пожара 1227 года, который испепелил весь Дворцовый замок столицы, императорский дворец не восстанавливался. Для императоров стало привычным проживать во временных дворцах, построенных в домах столичной аристократии. В 1331 году, один из таких дворцов — Цутимикадо — был преобразован в постоянное жилище монарха. С 1392 он получил название Киотский императорский дворец. Этот дворец также неоднократно горел и перестраивался. Последняя крупная реставрация имела место в 1855 году.

### Токийский дворец
В 1868 году, в результате свержения сёгуната и реставрации прямого императорского правления, состоялся очередной перенос столицы. Город Эдо — центр сёгуната и крупнейший населённый пункт Японии, переименовали в Токио — «Восточная столица». В 1869 году городской замок превратили в Императорский дворец, а Императорский дом разместили в Западном замковом дворе. В 1873 году этот двор сгорел, поэтому император некоторое время проживал во временном дворце в районе Акасака. В 1879 году японское правительство решило восстановить Западный двор бывшего замка Эдо, построив в нём новые монаршие апартаменты. В 1888 году на территории двора появился так называемый Дворец Мэйдзи. Он состоял из Тронного зала (яп. 正殿, せいでん сэйдэн), Зала фениксов (яп. 鳳凰の間, ほうおうのま хоо-но-ма) для аудиенций, Западной и восточной приёмных (яп. 東西の溜り, とうざいのたまり тодзай-но-тамари), Урожайного зала (яп. 豊明殿, ほうめいでん хомэй-дэн) и зала Тысячи блюд (яп. 千種の間, ちぐさのま тигуса-но-ма) для банкетов, а также Дальнего зала (яп. 奥宮殿, おくきゅうでん оку-кюдэн). В мае 1945 года Дворец Мэйдзи сгорел во время бомбёжки Токио силами ВВС Армии США в ходе Второй мировой войны.
- Площадь Дворца Мэйдзи
- Тронный зал
- Урожайный зал
- Зал Тысячи блюд

В 1959 году, на заседании правительственного Комитета по строительству императорской резиденции, было принято решение возвести новый токийский императорский дворец на месте сгоревшего. В следующем году начались строительные работы. По проекту, покои императора в Ветреном саду (яп. 吹上御苑, ふきあげぎょえん фукиагэ-гёэн) и собственно дворец сооружались отдельно. Частные монаршие апартаменты были построены в 1961 году. Это было двухэтажное железобетонное здание площадью 1358 м2. Сооружение церемониального дворца продолжалось с 1964 по 1968 год. Он также был построен из железобетона, имел два наземных и один подземный этаж и занимал площадь в 22 949 м2.
Дворец состоял из Императорского кабинета (яп. 表御座所, おもてござしょ омотэ-годзасё), в котором монарх занимался государственными делами, Тронного зала, который делился на Сосновый (яп. 松の間, まつのま мацу-но-ма), Бамбуковый (яп. 竹の間, たけのま такэ-но-ма) и Сливовый залы (яп. 梅の間, うめのま умэ-но-ма) и предназначался для церемоний; Урожайного зала для банкетов, Зал вёсен и осеней (яп. 春秋の間, しゅんじゅうのま сюндзю-но-ма) для вечерних приемов, а также Зала гармонии (яп. 長和殿, ちょうわでん тёва-дэн) для отдыха, состоявший из Зала соснового ветра (яп. 松風の間, まつかぜのま мацукадзэ-но-ма) и Зала каменного моста (яп. 石橋の間, いしばしのま исибаси-но-ма). Каждый зал был связан с другим галереями в прямоугольник и укрыт крышей в японском стиле с сильно изогнутой кровлей. В середине дворца размещался внутренний двор. Интерьер дворца, богато украшенный ценными породами деревьев, был также выполнен в японском стиле.
- Дворец на фоне Токио
- Зал гармонии
- Парадные ворота

В начале XXI века территория всего бывшего замка Эдо преобразована в Дворцовый замок. Кроме императорских покоев и нового императорского дворца, в западном дворе замка расположено Управление Императорского двора Японии. Главный, второй и третий замковые дворы превращены в Восточный дворцовый парк (яп. 皇居東御苑, こうきょひがしぎょえん кокё хигаси гёэн). К востоку от фундамента главной башни замка находится Персиковый музыкальный зал (яп. 桃華楽堂, とうかがくどう токагаку-до). К западу от нового императорского дворца расположены Три дворцовые святилища (яп. 宮中三殿, きゅうちゅうさんでん кютю сандэн): Преосвящённое (яп. 賢所, かしこどころ касико-докоро), Монаршее (яп. 皇霊殿, こうれいでん корэй-дэн) и Божественное (яп. 神殿, しんでん синдэн). В первом почитается божественное зеркало, реликвия императоров Японии и олицетворение богини солнца Аматэрасу, пращурки Императорского рода Японии; во втором — души покойных императоров прошлого; в третьем — восемь божеств-хранителей дворца и божества Неба и Земли. К западу от трёх святилищ расположена Императорская лаборатория. Весь Дворцовый замок стоит на фундаменте замка Эдо, окруженный высокой стеной с башнями и глубокими рвами, наполненными водой. Сады и большинство зданий замка открыты для публики. Посещение Императорского дворца осуществляется при особом разрешении Управления Императорского двора.